# Bref langage
Le groupe nominal bref langage (bref langaige, brief langage, brief langaige) est souvent attesté en moyen français, dans toutes sortes de contextes, comme élément d’une locution adverbiale commençant par les prépositions à, en et par et signifiant "bref", "en peu de mots", "(pour parler) de manière concise", comme d’autres de même sorte (à bref conte, à brefs mots, à brève parole, en brefs termes, etc.)

## Interprétation traditionnelle
Cette description traditionnelle est la seule retenue aujourd’hui dans le Dictionnaire du moyen français du laboratoire ATILF du CNRS.

### Emploi courant
Voici, parmi tant d'autres, un exemple limpide tiré du Mistére du Viel Testament :
David
Bersabée, dame d’excellence,
Tu me plais tant, a bref  langage,
Que te veulx prendre en mariage.

### Emploi particulier
La locution a parfois été utilisée en lien avec des proverbes, lesquels sont censés exprimer des lieux communs de façon ramassée, par exemple « Car j’en puis, a brief langage, / Pour le moins perdre le plus » (Charles d’Orléans) ou « Puis qu’après grant mal vient grant bien, / Ainsi qu’on dit en brief langage » (Roger de Collerye).
De façon générale, les interprètes de ces passages littéraires incluant ces proverbes et cette façon de les signaler n’y ont pas vu d’équivoque.

## Interprétation homosexuelle?
En 1977, Ida Nelson a proposé une interprétation divergente, voyant dans l’expression brief langage une sorte de nom composé désignant un « jargon homosexuel ». Notons que cet ouvrage est philologiquement très contestable, voire douteux : entre autres exemples, page 52, le Jargon ou Langage de l'argot reformé publié vers 1629 par Ollivier Chereau y est daté de 1453 et attribué à un certain Coquillard, mais, comme l'édition utilisée (Slatkine, 1968) est la reproduction d'une très mauvaise édition de la fin du XVIIIe siècle, l'auteure attribue au Jargon des termes qui ne datent ni de 1453 ni de 1629 et dont l'un au moins (morveux avec le sens "mouton", p. 74) repose sur une suite de bêtises (Chereau donne en fait morne avec le sens "mouton" et ce sans erreur possible) !  En outre, pour appuyer son interprétation de l'expression bref langage, Ida Nelson la fait suivre (p. 217) de l'indication « DA », ce qui correspond au Dictionnaire historique des argots français de Gaston Esnault (1965), dans lequel ne se trouve aucun article corroborant cette interprétation pour le moins extravagante.

### Une thèse minoritaire
Cette thèse minoritaire a rarement été reprise par les spécialistes du moyen français et du jargon (qui sera plus tard appelé argot) ainsi que de la littérature de cette époque, même si elle a pu être privilégiée récemment par certains auteurs comme Thierry Martin, qui sans aucun égard pour la tradition lexicographique, associe les mots jargon, argot et jobelin à l'expression bref langage et applique cette dernière, avec une interprétation homosexuelle, à François Villon, alors que celui-ci ne l’a pourtant jamais utilisée.
Quant à l'interprétation homosexuelle des ballades en jargon attribuées au poète, elle a été imaginée d'abord en 1968, pour six d’entre elles (série Levet, 1489), par Pierre Guiraud comme étant sous-jacente derrière deux autres versions successives, mais la quasi-totalité des spécialistes depuis Guiraud n'ont pas repris cette thèse (que ce dernier a lui-même relativisée dès 1970) et s'en sont tenus à l'interprétation traditionnelle en termes de délinquance, d'escroquerie et de criminalité, comme y invitait Paul Barrette en 1977 avec cette mise en garde à propos de l'interprétation de Guiraud : « aucune œuvre littéraire n'échappe à une interprétation érotique, si c'est vraiment ce qu'on tient à y trouver. »